# (13122) Drava
(13122) Drava ist ein Asteroid des Hauptgürtels, der am 7. Februar 1994 vom belgischen Astronomen Eric Walter Elst am La-Silla-Observatorium (IAU-Code 809) der Europäischen Südsternwarte in Chile entdeckt wurde.
Der Asteroid wurde am 23. Mai 2000 nach der lokalen Bezeichnung der Drau benannt, des mit 749 Kilometern viertlängsten Nebenflusses der Donau. Sie entspringt im Pustertal in Südtirol, durchfließt Österreich und Slowenien und mündet unterhalb von Osijek in Kroatien in die Donau.